# Tréméreuc
Tréméreuc (bretonisch Tremereg) ist eine französische Gemeinde mit 728 Einwohnern (Stand 1. Januar 2022) im Département Côtes-d’Armor in der Region Bretagne. Sie gehört zum Arrondissement Dinan und zum Kanton Pleslin-Trigavou. Die Bewohner nennen sich Tréméreucois(es).

## Geografie
Tréméreuc liegt etwa 9 Kilometer südsüdwestlich von Saint-Malo ganz im Nordosten des Départements Côtes-d’Armor.

## Geschichte
Die Gemeinde liegt zwar am alten Römerweg von Corseul nach Alet, doch gibt es erste Siedlungsspuren erst aus dem Hochmittelalter. Damals entstand eine kleine Festung und eine Kirchgemeinde. Die Gemeinde gehörte von 1793 bis 1801 zum Distrikt Dinan. Seit 1801 ist sie Teil des Arrondissements Dinan. Bei der Schlacht von Pleurtuit starben 1944 800 US-Soldaten auf dem Boden der Gemeinde.

## Bevölkerungsentwicklung
| Jahr                       | 1962 | 1968 | 1975 | 1982 | 1990 | 1999 | 2006 | 2012 | 2019 |
| Einwohner                  | 416  | 371  | 389  | 450  | 560  | 566  | 560  | 674  | 711  |
| Quellen: Cassini und INSEE |      |      |      |      |      |      |      |      |      |

## Sehenswürdigkeiten
- Kirche Saint-Laurent (Teile aus dem 12. und 13. Jahrhundert; teilweise aus dem 16.–18. Jahrhundert)
- Kreuz aus dem 17./18. Jahrhundert am Dorfeingang

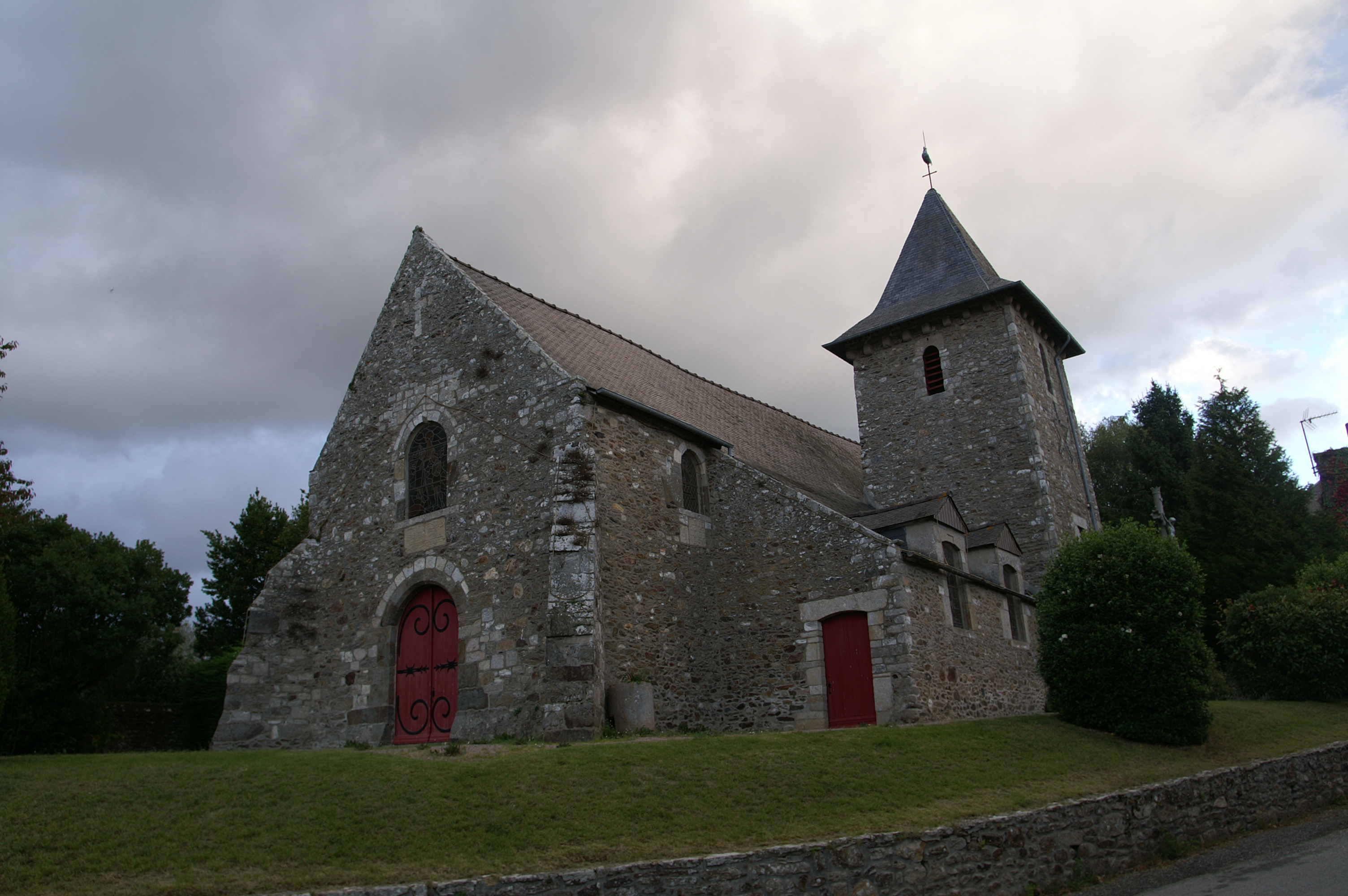
Kirche Saint-Laurent

- Wassermühle
- Denkmal für die Gefallenen[1]

Quelle: